# One More Chance (will.i.am)
One More Chance è il terzo singolo estratto dal terzo album di Will.i.am, Songs About Girls.
La canzone inizialmente doveva vedere la collaborazione di Nicole Scherzinger, ma così non è stato.